# Municipio de Keevil
El municipio de Keevil (en inglés: Keevil Township) es un municipio ubicado en el condado de Monroe en el estado estadounidense de Arkansas. En el año 2010 tenía una población de 171 habitantes y una densidad poblacional de 1,61 personas por km².

## Geografía
El municipio de Keevil se encuentra ubicado en las coordenadas 34°46′54″N 91°14′24″O / 34.78167, -91.24000. Según la Oficina del Censo de los Estados Unidos, el municipio tiene una superficie total de 105.91 km², de la cual 103,8 km² corresponden a tierra firme y (1,99 %) 2,11 km² es agua.

## Demografía
Según el censo de 2010, había 171 personas residiendo en el municipio de Keevil. La densidad de población era de 1,61 hab./km². De los 171 habitantes, el municipio de Keevil estaba compuesto por el 81,87 % blancos, el 15,2 % eran afroamericanos, el 0,58 % eran de otras razas y el 2,34 % eran de una mezcla de razas. Del total de la población el 1,75 % eran hispanos o latinos de cualquier raza.